# Aglaonice
Aglaonice, Agloanike, o Aganice de Tesalia (en griego antiguo: Ἀγλαονίκη, Aglaoníkē) fue una astrónoma de la Antigua Grecia del siglo II o I a. C. Es mencionada en los escritos de Plutarco y en los escolios de Apolonio de Rodas como una astrónoma y como la hija de Hegetor (o Hegemon) de Tesalia. Vivió en Tesalia, y se deduce que estudió en Mesopotamia, pues conocía a la perfección los ciclos de los eclipses de Saros, que el pueblo Caldeo conocía, y con los cuales podía predecir eclipses con mucha precisión para la época.
Oficialmente se la consideraba una hechicera o sacerdotisa por su habilidad de hacer desaparecer la luna del cielo, lo que ha sido interpretado como que podía predecir el momento y la región en que un eclipse lunar iba a tener lugar. En realidad, su autoridad científica se puso en duda mediante las ideas transmitidas por Aristóteles sobre la inferioridad, incluida la inferioridad intelectual, de las mujeres. Así, se prefirió creer en sus poderes sobrenaturales antes que en su capacidad matemática y de observación celeste por poder predecir el momento en que iba a suceder un eclipse lunar.
Un proverbio griego hacía referencia a la habilidad de Aglaonice: «Sí, como la luna obedece a Aglaonice». Otras astrónomas, al parecer consideradas hechiceras, fueron asociadas con Aglaonice. Fueron conocidas como «las brujas de Tesalia», grandes astrónomas que estudiaron los ciclos lunares y los eclipses, los cuales sabían predecir con gran precisión para la época y tuvieron su actividad entre los siglos III y I a. C. Para hacer estos cálculos, Aglaonike usaba tablillas babilónicas con un listado de eclipses.
Hacen referencia a ella en sus escritos personales autores como Plutarco y Apolonio de Rodas, u Horacio, Platón o Virgilio, entre otros. Algunas de estas referencias son las siguientes:
En el diálogo de Platón, Gorgias, Sócrates dice: «Pero sí hay que temer, querido amigo, que no nos ocurra, lo que se dice sucede a las mujeres de Tesalia cuando hacen descender la Luna».
Plutarco escribió que «conocía muy bien los períodos en los que la luna llena estaba por eclipsar, y sabiendo de antemano el momento en que la luna estaba por ocultarse tras la sombra de la Tierra, se aprovechaba de las mujeres y les hacía creer que ella la hacía caer».
Uno de los cráteres de Venus se llama Aglaonice. Aglaonice es también un personaje en el film Orpheus de Jean Cocteau, donde aparece como amiga de Eurídice y líder de la Liga de Mujeres.